# Gymnopternus propriofacies
Gymnopternus propriofacies är en tvåvingeart som beskrevs av Robinson 1964. Gymnopternus propriofacies ingår i släktet Gymnopternus och familjen styltflugor.
Artens utbredningsområde är South Carolina. Inga underarter finns listade i Catalogue of Life.